# Autopackage

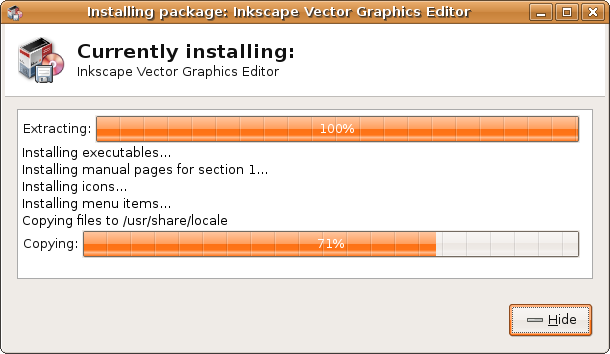
Autopackage installing software.

Autopackage是一個自由的軟體包管理系統，其目標為可以簡易的創造在所有的Linux發行版上安裝的軟體包，此專案由Mike Hearn於2002年時創立。
在2010年8月時，Autopackage宣佈與Listaller專案合併。
aMSN和Inkscape等專案都有提供Autopackage類型的安裝檔，而Freshmeat.net也提供了一個地方讓提供內容的人放置Autopackage檔案的URL。但其提供的軟體包列表非常有限，而且裡面大多數程式的版本是過時的（舉例來說，Autopackage上的GIMP版本為2.2.6，但截至2013年8月，GIMP的最新版本為2.8.6）。

## 目的
Autopackage是用來安裝那些二進制，或是預編譯的非核心應用程式（如文書處理器、網頁瀏覽器、或是電腦遊戲），而不是核心函式庫或是如作業系統殼層等的核心應用程式。
Autopackage想要以類似Windows或MacOS的安裝程式的方式「改善」Linux在桌面平台的可用性。
Autopackage不提供核心應用程式及函式庫的其中一個原因是，這可能會有相容性問題。即便用來提供非核心的函式庫也可能會有問題。一方面來說Autopackage提供了多數系統都可安裝的檔案，但另一方面來說，它也可能會與已安裝的軟體包有相依性的衝突。
Autopackage也可以作為與發行版原有的軟體包管理系統（例如RPM或是deb）互補的一個工具。不像這些格式，Autopackage檢查相依性的方法是，直接檢查對應的檔案是否存在，而不是從資料庫中查詢。這簡化了Autopackage的設計，因為其不需要跟蹤所有提供的軟體包。
那些使用Autopackage的軟體包也必須重新定位，這表示每個軟體包必須被安裝到不同的目錄中。這可以讓Autopackage可以安裝軟體包在非root用戶的家目錄下。

## 軟體包格式
Autopackage的軟體包使用了.package副檔名。實際上是可執行的bash腳本，可以透過執行它們來安裝檔案。在Autopackage包裡的檔案並不易透過除了Autopackage以外的軟體進行解壓縮，因為其必須透過Autopackage解析以避免檔案放置錯誤或其他問題。
Autopackage包的程式會被安裝在寫死的系統路徑，可能會導致與已有的軟體包衝突， 從而導致部份錯誤。這通常可以利用反安裝使用Autopackage安裝的舊版軟體解決。
Autopackage檔案也可以使用Listaller工具安裝或移除。Listaller在其檔案格式中包含了Autopackage包，Listaller在處理Autopackage檔時就如同在處理其他的Listaller檔案格式 。

## 外部連結
- 專案首頁（页面存档备份，存于）